# C.H. Douglas
Clifford Hugh Douglas (20 de enero de 1879 - 29 de septiembre de 1952) fue un oficial (mayor) en el ejército británico, ingeniero mecánico e industrial, y pionero del movimiento por el crédito social y la democracia económica.

## Educación y carrera como ingeniero
C. H. Douglas nació ya sea en Edgeley (un suburbio de Stockport en la actualidad) o en Mánchester, hijo de Hugh Douglas y Luisa Horden. Se conocen muy pocos detalles de su vida y formación de los primeros años. Probablemente tuvo un aprendizaje como ingeniero con anterioridad a seguir una carrera como tal que lo llevó a visitar diferentes lugares del Imperio Británico al servicio de empresas eléctricas, de ferrocarriles, etc. Fue profesor en la Grammar School (una escuela privada independiente de secundaria) de Stockport. Después de un tiempo allí, fue a la Universidad de Cambridge donde estudió por un breve periodo y se fue, sin llegar a graduarse, a trabajar para la Westinghouse Electric Corporation de EE. UU. donde terminó como ingeniero a cargo de la remodelación de la sucursal hindú de la empresa. Posteriormente habría trabajado como segundo ingeniero jefe en la empresa ferroviaria de Buenos Aires y el Pacífico. Llegó a ser ingeniero jefe de la empresa postal británica (a cargo de su sistema subterráneo de transportes) y subjefe de intendencia en una de las fábricas de aviones militares de la RAF durante la Primera Guerra Mundial.
Después de la Guerra, Douglas dejó de trabajar como ingeniero a fin de profundizar sus estudios y promover sus ideas. Estas dieron origen a dos movimientos que se complementan y lograron representación política: Democracia Económica y Crédito Social.

## Origen de sus ideas
Mientras estaba reorganizando la fábrica aérea, Douglas notó que el "ingreso" o coste semanal total de los bienes producidos era mayor que los montos pagados como sueldos y salarios, costos de material y dividendos o intereses. Esto parecía contradecir la teoría propuesta por Adam Smith y el resto de los pensadores de las escuelas clásicas en el sentido de que tales ingresos son redistribuidos inmediatamente, constituyendo así la base del poder de compra.
Intrigado por esta aparente desconexión entre lo que había aprendido y la realidad, Douglas decidió investigar a través de la aplicación de los métodos de la ingeniería al sistema económico.
Tras recopilar datos e información de cien grandes empresas británicas, descubrió que —a excepción de empresas que más tarde llegaron a la quiebra— todas mostraban ese mismo efecto: las sumas pagadas como gasto total eran siempre menores que las ventas totales por bienes y servicios. Esto es teóricamente imposible: el poder de compra de la población en su conjunto solo puede venir de (igualar) la suma total de lo que se vende. 
Dando cuenta de esta curiosa situación en un artículo que escribió en la revista English Review Douglas afirmó: "Estamos viviendo bajo un sistema de contabilidad que transforma la entrega de bienes y servicios por la nación a sí misma en una imposibilidad técnica". Posteriormente —entre 1916 y 1920— escribió dos libros —Economic Democracy y Credit-Power and Democracy— ahondando en el tema y sus consecuencias.

### Describiendo el problema
De acuerdo con la Ley de los Mercados, cuando se produce un bien o servicio X se ha gastado lo necesario (comprando otros bienes o servicios) como para producir el dinero necesario para vender ese bien X. A nivel general, no hay otra fuente de ingresos y por lo tanto no hay dinero que exceda al generado por los gastos de producción. En otras palabras, hay un equilibrio monetario exacto entre lo que se vende y lo que se puede comprar y compra.
La situación descrita por Douglas presenta un problema mayor para esa visión: si todo lo que se vende es más (en términos monetarios) que todo lo que se ha gastado, hay que preguntarse de dónde proviene ese dinero extra, y cuáles son las consecuencias de ese fenómeno. Douglas se dio cuenta de que el sistema clásico funcionaba bien en teoría, pero no explicaba la expansión de las economías. Es decir, esas interpretaciones explican cómo un sistema que fuera estable y con una cantidad determinada de dinero, funcionaría más o menos indefinidamente de acuerdo con esos principios. Es posible incluso imaginar las condiciones que terminarían, ya sea con el dinero concentrándose en las manos de un solo individuo, o manteniéndose indefinidamente en circulación entre la población. Pero no es tan fácil ver cómo es que ese sistema crece o se expande (este problema no se ha resuelto incluso en la actualidad: ver teorías del desarrollo).
Douglas introduce aquí un concepto fundamental para su visión: los sistemas económicos pueden o no ser autoliquidizantes o autofinanciantes. Eso es la capacidad de un sistema para producir el circulante o liquidez que el sistema mismo necesita para funcionar. En su opinión, el sistema presente necesita más dinero que el que se genera en cada ciclo económico. Douglas explica: "el hecho que el sistema es autoliquidizante, que continuara funcionando más o menos igual en forma indefinida es tomado como un hecho, esa es la asunción de los economistas clásicos... La totalidad del presente sistema depende de la contención que el presente sistema de precios es autoliquidizante, es decir, que no importa qué precio se cobre por un artículo, habrá siempre el suficiente dinero para comprar ese artículo, y por lo tanto, no hay nada inherentemente en el sistema... que impida su funcionamiento en forma indefinida ...(...) .. esa creencia no es correcta. El (presente) sistema de precios no es autoliquidizante.
Douglas sugiere que lo anterior tiene otro resultado: el que los precios en conjunto del producto de una sociedad determinada sean mayores que el ingreso conjunto de esa misma sociedad, significa que no todos esos bienes podrán ser consumidos. En otras palabras, se tiene el resultado, intencional o no, de producir una escasez artificial.
Además observa que la solución al problema es que ese dinero es creado —literalmente de la nada (ver dinero fiduciario y "Creación de dinero" en dinero)— especialmente por los bancos, que a su vez se lo prestan ya sea a las empresas o a los individuos —ver por ejemplo Deuda privada y Deuda activa—.
Hay que recordar que en esos tiempos regía el patrón oro, cuando la moneda se basaba en ese metal. Para los tiempos de Douglas, ese sistema había evolucionado al punto en el cual sólo el Estado podía emitir moneda legalmente. Sin embargo, el sistema fraccional de reservas o sistema de encaje fraccional permitía que los bancos privados "emitieran" o "crearan" dinero —en la forma de líneas de créditos, cheques, etc. (ver Multiplicador bancario)— lo que aumenta la demanda. Esa creación de dinero por parte de bancos privados por sobre los efectivos existentes en los depósitos, todavía existe y es aún más común en el presente (ver tarjetas de crédito y agregado monetario).
Según Douglas y sus seguidores, ese sistema tiene el resultado de transferir, incrementalmente, recursos al sector financiero —o quien sea que tenga el poder para crear ese dinero— en detrimento tanto de los productores como de los consumidores: en la medida que ambos sectores se ven obligados a recurrir a la deuda para solventar la diferencia económica entre lo que se produce y lo necesario para comprarlo, están, por lo tanto, obligados a pagar una porción de sus ingresos como interés por el uso de esos préstamos. Dado que el pago de ese interés reduce el monto disponible para el consumo, el uso de la deuda es, por un lado, autoperpetuante y, por el otro, incremental.
Por ejemplo, Kenneth Rogoff -profesor titular de Economía y Políticas Públicas en la Universidad Harvard- informa que en el presente (hasta mediados del 2008) el sector financiero había estado absorbiendo en EE. UU. un 30% de las ganancias de la industria y un 10% de los salarios. En su opinión esto constituye una diferencia fundamental entre la Crisis financiera del 2008 y la Gran Crisis de 1930: el sistema financiero actual estaría hipertrofiado, lo que implica la posibilidad que una deflación que afecte especialmente a ese sector, podría beneficiar el funcionamiento del sector industrial. (ver también Crisis de liquidez de septiembre de 2008).

## Implicaciones y consecuencias
A consecuencia de lo anterior, Douglas postula que una o todas de las siguientes alternativas suceden:
- La población se endeuda, a través del uso del crédito (ver cheque, Tarjeta de crédito, etc.).
- El gobierno se endeuda e incrementa la Deuda pública (ya sea externa o interna).
- Las empresas piden prestado a los bancos, de manera que se crea nuevo dinero (ver dinero fiduciario, letra de cambio).
- Las empresas venden por debajo del costo y terminan llegando a la quiebra.
- Un estado recurre a la guerra, “exportando” bienes tales como bombas, balas, etc., al enemigo, financiando el proceso a través de la deuda pública, con la esperanza que el enemigo pagará por todo (si es derrotado).
- Un estado gana una “guerra comercial” forzando a alguna otra nación a comprar lo que no se puede vender localmente, transfiriendo así el déficit y la deuda a otros.

Si esas cosas no suceden, las empresas se ven forzadas a despedir trabajadores, el desempleo aumenta, la economía decae o entra en recesión, bajan los ingresos fiscales por impuestos, los servicios se reducen, y la pobreza aumenta, mientras que, materialmente, todos podrían continuar viviendo en la abundancia.
Sus propuestas para superar esa situación se resumen en tres “demandas” centrales: 
1- Que una “Oficina Nacional del Crédito” calcule sobre bases estadísticas el monto de crédito necesario en la economía. 
2.- Que se implante un mecanismo para ajustar los precios, reflejando el costo real de producción (basado en la demanda agregada) en el mismo período).
3.- Que se instaure lo que él llamó un "Crédito Social" (ver Renta Básica), a fin de garantizar un ingreso mínimo a todos, sin consideración de si tienen trabajo o no.
Douglas creía que el crédito social podía resolver ese problema, en la medida que aseguraba que hay siempre el dinero necesario emitido (en la forma de créditos), como para comprar todo lo que se ha producido.
Douglas argumentó que esa última demanda es de sentido común, ahora que la automatización y las maquinarias que ahorran trabajo, han reducido no sólo el número de trabajadores que se necesitan para producir los bienes y servicios necesarios, sino también el número de horas de trabajo necesarias para producirlos.

## Desarrollos posteriores
Teóricos posteriores, tales como David Schweickart sugieren que el proceso que Douglas describe es la otra cara de la moneda del proceso de apropiación de la plusvalía. Desde este punto de vista, los precios de lo producido es superior al agregado de sueldos y salarios, etc., no porque se esté cobrando sumas excesivas, sino porque los propietarios del capital financiero se están apropiando de parte de los costos de producción a través de no pagarles a los trabajadores el monto completo de su contribución al producto final.
Puede que esa interpretación sea correcta. A pesar de que ambas explicaciones se centran en diferentes aspectos del proceso, es obvio que ambos resultan en una diferencia entre los ingresos agregados de la población y los precios de venta de los productos. Marx sugiere que a consecuencia la mayoría de la población se verá paulatinamente reducida a la miseria. Douglas apunta que, como medida practica, muchos en esa población recurrirán a la deuda como manera de evitar esa situación. Los procesos descritos no se contraponen sino que más bien se complementan.
David Schweickart sugiere además que esto se deriva de una contradicción fundamental de los sistemas económicos tal como son conocidos en el presente: los sueldos y salarios son tanto un coste a reducir como la fuente de la demanda efectiva
Otros teóricos sugieren además que ese dinero "extra" necesario para financiar estas economías proviene también de sociedades dependientes, tales como las colonias. 
Lo anterior cuestiona fuertemente la formulación de Say acerca del funcionamiento de los mercados y el equilibrio económico. Si aceptamos el fenómeno tal como es descrito, sigue que la economía capitalista depende de una fuente externa de dinero para su supervivencia. En otras palabras, el sistema o se expande o se destruye.
Un economista clásico podría alegar que tal proposición es errónea. Esa visión sugiere que cualquier ingreso —incluso cualquiera adquirido putativamente como “extra” a los costos de producción— son eventualmente retornados al sistema ya sea como consumo o como inversión (que puede ser vista como consumo de ciertos bienes y servicios). No importa que algunos ahorren en el presente: otros usaran esos ahorros. Así, incluso si aceptamos que hay ingresos “extras” —por sobre los costos de producción— esos ingresos serán usados más tarde o más temprano para el consumo (y generalmente más temprano: de otra manera se mantienen dineros ociosos). Como sea, de nuevo se igualan las sumas finales.
La respuesta de Douglas es que el uso de esos recursos —ya sea como consumo o inversión— demanda un precio en la forma de Interés. Así, quien sea que usa ahorros ajenos, debe dedicar una porción de cualquier ingreso futuro para pagar ese “interés” (véase "Apalancamiento financiero"). En otras palabras, llegamos a una situación en la cual una porción de la totalidad de los ingresos debe ser dedicada a pagar la deuda. Pero esa porción sólo puede provenir de los ingresos producto de la totalidad de las ventas de bienes y servicios que esa misma población posee en conjunto. Un cálculo elemental muestra, una vez más, que los montos necesarios para poder hacer eso son mayores que los ingresos disponibles.
Considérese el siguiente ejemplo simplista. Se han producido en total 200 unidades monetarias de bienes y servicios en un circuito económico dado. Para hacer eso, se han adquirido deudas por cien unidades monetarias a un 5% de interés por unidad de circuito económico. La totalidad de los ingresos solo puede ser 200 (asumiendo que todo se ha vendido). Pero los ingresos necesarios para mantener el sistema tal como es descrito son 205 (200 que proviniendo de los gastos de producción constituyen los ingresos necesarios para poder comprar esa producción, y además se necesitan 5 para pagar el interés). La alternativa es que el consumo disminuye en 5 unidades (es decir: solo se vende 195), pero eso hace la situación peor: ahora solo habrán 195 unidades económicas en el próximo circuito: el sistema se contrae. La única alternativa, es que el dinero aparezca de alguna otra parte: el sistema se expande.
Visto de otra manera: la población en total ha recibido 200 unidades monetarias como pagos por sus bienes y servicios. De acuerdo a la Ley de los Mercados, eso significa que se han producido 200 unidades monetarias de tales bienes y servicios. Pero al mismo tiempo se tienen que pagar cinco unidades como intereses. La única manera de equilibrar esa ecuación es argumentar, que se han producido bienes que se venden por 200 unidades pero que solo cuestan (o sea, han generado, en la forma de pagos, dinero equivalente a) 195 unidades, o que aparece dinero de algún otro lugar. En ambos casos, hay una diferencia inexplicable en términos de la Ley de los Mercados, entre las cantidades de dinero circulando y el necesario para mantener el sistema en funcionamiento. La explicación obvia es el endeudamiento de parte de la población.
Teóricos posteriores (como por ejemplo W.H. Smith) sugieren otra fuente adicional para esos dineros: la apropiación de los recursos financieros de otras sociedades. Esto implicaría que el expansionismo (bajo la forma de imperialismos) no sólo fue un accidente de la historia, sino que es un elemento esencial en el mantenimiento del sistema económico que conocemos.
Sin embargo, Richard Cook sugiere que la necesidad de esa fuente externa desaparece con la aparición y generalización de formas modernas del crédito (ver tarjeta de crédito). En esta interpretación, la función principal de esos mecanismos es precisamente la creación de dinero extra "de la nada", a fin de mantener la liquidez necesaria para que funcione un "sistema que beneficia a los controladores del dinero, y no la población del país", en la medida que "la deuda significa una constante transferencia de riqueza desde la economía productora de bienes y servicios a la red financiera que la rodea".
Como solución al problema de fondo, Cook sugiere, siguiendo cercanamente a Douglas: La creación de un "Crédito Social" o ingreso mínimo garantido, financiado por el Estado a través de la creación de dinero (ver dinero fiduciario). Eso, en su opinión, garantizaría la distribución justa del ingreso derivado del producto social, evitaría tanto la deuda pública como privada, y la necesidad de apropiarse de la riqueza de otros, y al mismo tiempo significaría que la economía de las naciones dispondrían del ingreso necesario para mantener su funcionamiento de manera eficiente e incluso expandirse.

## Legado
La teoría de Douglas responsabiliza de muchos problemas sociales al sistema financiero privado, especialmente aquellos bancos que practican el sistema fraccional de reservas. Como consecuencia, Douglas fue acusado de antisemitismo al final de la Segunda Guerra Mundial. Esto podría ser debido a que algunos de sus argumentos fueron usados -sin atribución- en la retórica del nazismo, cuando los líderes de ese movimiento denunciaban lo que ellos consideraban la "conspiración financiera controlada por los judíos". Hay que notar que tales prejuicios no fueron parte de los pronunciamientos de Douglas ni son comunes entre sus seguidores.
Las ideas de Douglas han tenido ciertas repercusiones políticas, llevando a la creación de algunos partidos en países de habla inglesa agrupados alrededor de sus propuestas de "Crédito Social". Esas iniciativas incluyeron partidos políticos en Canadá, Nueva Zelandia, Australia, Reino Unido, etc.
Adicionalmente, las ideas de Douglas han tenido influencia en el movimiento cooperativo y en lo que ha llegado a llamarse la "Democracia Económica".

### Acerca de sus ideas
- Janet Martin-Nielsen, "An Engineer’s View of an Ideal Society: The Economic Reforms of C.H. Douglas, 1916-1920", Spontaneous Generations, Vol. 1, No. 1 (2007), pp. 95–109.
- http://www.douglassocialcredit.com Social Credit Secretariat
- The Alberta Social Credit Party - C. H. Douglas

### Instituciones derivadas o influidas por sus ideas
- Corporación Cooperativa Mondragon
- The Institute for Economic Democracy (IED)
- EconomicDemocracy online
- Artículos de Richard C. Cook en Economic Democracy
- CGB Project: Common Good Banks™
- U.S. Basic Income Guarantee Network
- Network of Bay Area Worker Cooperatives (NoBAWC)
- The United States Federation of Worker Cooperatives
- Assistance in establishing workplace cooperatives
- International Cooperative Alliance
- Slow Food Movement
- Progressive Utilization Theory Archivado el 21 de mayo de 2017 en Wayback Machine.
- Seymour Melman website
- Effortless Economy, an economic environment without labor
- History of Work Cooperation in America
- The U.S. Solidarity Economy Network (SEN)

- Datos: Q1101288